# Márcio Bittencourt
Henrymárcio Bittencourt, mais conhecido como Márcio Bittencourt (São José dos Campos, 19 de outubro de 1964), é um ex-futebolista brasileiro. Trabalhou como técnico.

## Carreira de jogador

### Clubes
Antes de ingressar no futebol, chegou a praticar natação em sua cidade natal.
Márcio surgiu em 1985 como mais uma das esperanças vindas da base do Corinthians, onde chegou em 1981 por intermédio de Adílson Monteiro Alves. Estreou no time principal em 24 de março de 1985, no empate com o Santos em 0 a 0 no Pacaembu, em partida válida pelo Campeonato Brasileiro de 1985. Teve suas primeiras chances jogando na lateral-direita, mas acabaria se destacando como volante.
Passou por empréstimo no São José-SP e em 1988, quando o time era dirigido por Jair Pereira, o volante conseguiu se firmar como titular.
Se destacou no Brasileiro de 1990, onde foi apelidado de "Pulmão da Fiel", atuando em 18 dos 25 jogos do time no torneio. Na final do torneio contra o São Paulo, do qual foi campeão, foi responsável por anular Raí e permaneceu em campo mesmo com a camisa suja de sangue. Márcio terminou o segundo jogo como capitão, mesmo assim, o volante não achou justo levantar a taça de campeão, deixando para o meia Neto.
Pelo clube conquistou ainda o Campeonato Paulista de 1988 e a Supercopa do Brasil de 1991.
Ficou no Timão até o primeiro semestre de 1992 e no segundo semestre de 1992 chegou ao Internacional-RS por empréstimo, onde ganhou a Copa do Brasil de 1992 e o Campeonato Gaúcho.
Passou ainda por empréstimo no Juventus-SP e retornou ao Corinthians em junho de 1993. Pelo clube, fez 273 partidas e não marcou nenhum gol.
Passou pelo Marcílio Dias e Araçatuba, antes de retornar ao Inter em 1995.
O médio-volante encerrou a carreira com apenas 32 anos, jogando no Internacional-RS.

### Seleção Brasileira
Esteve na Seleção Brasileira em alguns amistosos em 1991 e disputou a Copa América de 1991, no Chile, sob o comando de Paulo Roberto Falcão. Uma grave contusão precipitou o término de sua carreira como jogador.

## Carreira como treinador
Após três anos na comissão técnica, assumiu a equipe principal do Corinthians como treinador em meados de 2005. Sua estreia foi na vitória por 2 a 1 contra o Athlético Paranaense pelo Campeonato Brasileiro, mas foi dispensado em 25 de setembro, após ter vencido o Flamengo por 3 a 1, no Rio de Janeiro, não devido a maus resultados (pois fez com que o time liderasse o Campeonato Brasileiro após uma péssima campanha com o técnico anterior, o argentino Daniel Passarella), mas sim devido a divergências internas com a diretoria do clube, que alegava a sua falta de experiência como treinador.
Poucos dias depois, Marcio assumiu a equipe do Brasiliense, do Distrito Federal (Brasília), mas ao final do Campeonato não conseguiu evitar o rebaixamento da equipe à Serie B. Apesar do rebaixamento de sua equi|pe, Márcio foi muito prestigiado pela imprensa, pois liderava o Corinthians na maior parte do campeonato, tendo conseguido vitórias importantes, influenciando muito para a conquista do título.
Em 20 de abril de 2006 foi confirmado com técnico do Fortaleza, porém após uma derrota para o Cruzeiro por 2 a 0 em 3 de junho deixou o comando da equipe.
Para a temporada de 2007 foi anunciado como técnico pelo América, de São José do Rio Preto, um dos clubes mais tradicionais do interior paulista, mas, por maus resultados na equipe, foi demitido, e ao final do Campeonato Paulista o time foi rebaixado para a Série A-2.
Após sua demissão pelo América, Marcio foi contratado pelo Juventus, time da capital paulista, tendo classificado o time para o Campeonato Brasileiro da Série C. Em 25 de novembro de 2007 Marcio levou o Juventus a ser campeão da Copa Federação Paulista de Futebol: pelo resultado da partida de ida, o Juventus poderia até perder para o Linense, de Lins, por um gol de diferença, e até os 37 minutos do segundo tempo o jogo estava empatado em 1 a 1, quando os adversários ampliaram para 2 a 1, resultado que ainda dava o título ao time de Marcio. Aos 45, contudo, o Linense ampliou para 3 a 1, porém, faltando 30 segundos para o término do jogo, em uma bola alçada para a área da equipe adversária, a bola sobrou e gol do "moleque travesso", que fechou o placar sendo derrotado por 3 a 2, resultado que lhe deu o título.
Com o título de Campeão da Copa Federação Paulista de Futebol, a equipe do Juventus de Marcio Bittencourt conseguiu vaga para disputar pela primeira vez em sua história a Copa do Brasil.
Em 21 de janeiro de 2008 pediu demissão do Juventus, após mau início do time da Mooca no Paulistão, e assumiu o cargo de técnico no Noroeste de Bauru, após o técnico José Carlos Fescina ser demitido. Em seguida assumiu o comando técnico do Ipatinga, Santa Cruz, Náutico e esteve no comando da Ponte Preta e do Monte Azul.
Ainda em 2010, foi contratado pelo Ipatinga com a missão de impedir o rebaixamento do clube para a série C do Campeonato Brasileiro, que até então se encontrava na penúltima colocação da tabela de classificação. Logo em sua estreia, conseguiu uma vitória de 5 a 1 contra o então líder do campeonato, Coritiba.
No inicio de 2011, esteve como treinador do Volta Redonda. Em 29 de junho do mesmo ano, o Icasa oficializou a contração de Bittencourt como novo treinador. Saiu da equipe do Vale do Cariri e, em meados de 2012, ingressou na campeonato Goiano treinando o Itumbiara mas saiu antes do término do campeonato.
No fim de 2012 , foi oficializado como novo treinador do São José Esporte Clube onde iniciou e encerrou a carreira de jogador e  que em 2013 lutou pelo acesso a série A1 do Campeonato Paulista . Em 2014 treinou o Paulista de Jundiaí após a saída do até então técnico Giba (futebolista) e saiu para treinar o Batatais Futebol Clube e assegurá-la na A2 por mais um ano .
No final de 2014, foi contratado pelo Vilhena, time de Rondônia e foi campeão da primeiro turno do campeonato estadual local. Em dezembro de 2015, se tornou treinador do Icasa, mais uma vez, para a disputa do Campeonato Cearense e a Série D de 2016. Em 07 de fevereiro de 2016, Márcio Bittencourt anuncia seu desligamento do clube cearense por motivos financeiros, o Icasa enfrenta uma grande crise financeira e teve que diminuir os gastos com salários dos funcionários.
Em março de 2016, Márcio Bittencourt foi anunciado pelo Atlético Sorocaba. Dias depois foi anunciado como técnico do Água Santa. No decorrer da temporada Márcio Bittencourt deixou o comando do clube.
Em dezembro de 2016, Márcio Bittencourt é anunciado como novo treinador do Esporte Clube Comercial, do Mato Grosso do Sul, ele será o responsável por comandar a equipe sul-mato-grossense na temporada de 2017. Em 6 de março de 2017, Márcio Bittencourt deixou o comando do Comercial, do Mato Grosso do Sul, após a terceira derrota em seis partidas na temporada.
Em abril de 2017, assume o cargo de observador técnico no Corinthians.
Em janeiro de 2021, assume Sub-20 do Corinthians como técnico interino e, logo depois, foi efetivado. Depois uma série de resultados ruins no comando da equipe, Bittencourt foi realocado para o time profissional na função de monitoramento dos jogadores emprestados. Em agosto de 2023, deixou o cargo de coordenador técnico das categorias de base do Timão e passo a fazer parte do departamento cultural do clube do Parque São Jorge.

## Títulos

### Clube
Corinthians
- Torneio de Verão: 1987
- Campeonato Paulista: 1988[30]
- Campeonato Brasileiro: 1990
- Supercopa do Brasil: 1991

Internacional
- Copa do Brasil: 1992